# Nicholas Lawless (1er baron Cloncurry)
Nicolas Lawless, 1er baron Cloncurry (30 octobre 1735 - 28 août 1799), est un pair irlandais, marchand de laine, banquier et homme politique.

## Biographie
Lawless est le fils de Robert Lawless et de Mary Hadsor, fille de Dominick Hadsor, un marchand de Dublin. Il est créé baronnet, d'Abington dans le comté de Limerick, dans le baronnetage d'Irlande en 1776. La même année, il est élu au Parlement irlandais pour Lifford, un siège qu'il occupe jusqu'en 1789, quand il est élevé à la pairie d'Irlande en tant que baron Cloncurry, de Cloncurry dans le comté de Limerick. Il construit une résidence impressionnante, Maretimo House, à Blackrock, comté de Dublin, et commence à travailler sur sa maison de campagne Lyons Hill, comté de Kildare, qui est achevée par son fils. Il achète le domaine Lyons des héritiers de la famille Aylmer.

## Mariage et succession
Lord Cloncurry épouse Margaret Browne, fille de Valentine Browne de Mount Browne, comté de Limerick, en 1761. Ils ont au moins quatre enfants. Une fille, Charlotta Louisa Lawless, épouse Edward Wadding Plunkett, 14e baron de Dunsany, et est la grand-mère de Horace Plunkett. Une autre fille, Valentina Letitia Lawless, épouse Francis Conyngham, lieutenant-gouverneur du Québec.
Lady Cloncurry est décédée à Dublin en février 1795, à l'âge de 46 ans. Lord Cloncurry meurt à Maretimo House, Blackrock, comté de Dublin, en août 1799, à l'âge de 63 ans, et est remplacé dans ses titres par son seul fils survivant, Valentine. Beaucoup pensent que l'emprisonnement prolongé de Valentin dans la tour de Londres, soupçonné de trahison, a précipité la mort de son père.